# Poro (Cebú)
Poro es un municipio filipino de cuarta clase, perteneciente a la provincia de Cebú, en las Bisayas Centrales.

## Geografía
El municipio se encuentra en la isla del mismo nombre.

## Historia
Hacia mediados del siglo XIX, el lugar tenía contabilizada una población de 2804 habitantes, repartidos en 467 casas. Aparece descrito en el segundo volumen del Diccionario geográfico, estadístico, histórico de las Islas Filipinas (1851) de Manuel Buzeta Núñez y Felipe Bravo con las siguientes palabras:

PORO: pueblo con cura y gobernadorcillo en la isla de su mismo nombre, una de las Camotes que están adscritas á la prov. y dióc de Cebú; sit. en la costa de la referida isla, en terr. llano y bajo un lcima no muy cálido y saludable. Tiene 467 casas, la de comunidad, donde se halla la cárcel y la casa parroquial. La iglesia es de mediana fábrica y la sirve un cura secular. Hay una escuela de instruccion primaria pagada de los fondos de comunidad. Comunícase este pueblo con sus inmediatos por medio de caminos no muy buenos, y el térm. comprende poco terreno, siendo este fértil y productivo; encuéntranse en él algunos montes donde hay varias clases de maderas, miel, cera y alguna caza. En las tierras cultivadas las prod. son arroz, maiz, caña dulce, algodon y abacá. La principal ind. consiste en la agricultura, habiendo otras no por eso de menos consideracion para el país como son el corte de maderas, fabricacion de algunas telas de algodon y abacá, y la caza, aunque los que se dedican á esta son muy pocos: pobl. 2,804 almas, y en 1845 pagaba juntamente con Mandave 2,082 trib., que hacen 20,820 rs. plata.
(Buzeta y Bravo, 1851, p. 407)

En 2020, tenía censados 26 232 habitantes.